# Gamma Tucanae
Gamma Tucanae (γ Tuc, förkortat Gamma Tuc, γ Tuc) som är stjärnans Bayerbeteckning, är en ensam stjärna, som markerar tukanens näbb, belägen i den norra delen av stjärnbilden Tukanen. Den har en skenbar magnitud på 3,99 och är synlig för blotta ögat där ljusföroreningar ej förekommer. Baserat på parallaxmätning inom Hipparcosuppdraget på ca 43,4 mas, beräknas den befinna sig på ett avstånd på ca 75 ljusår (ca 23 parsek) från solen. Den rör sig bort från solen med en radiell hastighet på +18 km/s.

## Egenskaper
Gamma Tucanae är en gul till vit jättestjärna av spektralklass F1 III. Det finns dock oenighet i litteraturen om stjärnans stjärnklassificering. Malaroda (1975) har den katalogiserad som F1 III, vilket skulle ange att den är en utvecklad jättestjärna av spektraltyp F. Houk (1979) listade den som F3 IV/V, vilket tycks avse en mindre utvecklad stjärna av F-typ i övergång mellan huvudserien och underjättestadiet. Gray et al. (2006) har den klassificerad som F4 V, vilket skulle ange en vanlig huvudseriestjärna av spektraltyp F.
Gamma Tucanae har en massa som är ca 1,6 gånger större än solens massa, en radie som är ca 2,2 gånger större än solens och utsänder från dess fotosfär ca 11 gånger mera energi än solen vid en effektiv temperatur av ca 6 700 K.
Gamma Tucanae är en misstänkt astrometrisk dubbelstjärna. Den kan med 95 procent sannolikhet ha en avlägsen följeslagare - en stjärna av magnitud 6,64 och av spektralklass G0 V, betecknad HD 223913. Detta objekt har samma massa som solen och är skild från Gamma Tucanae med ca 11 ljusår.